# HD68074
HD68074 — хімічно пекулярна зоря спектрального класу B9, що має видиму зоряну величину в смузі V приблизно  8,2.
Вона  розташована на відстані близько 1136,4 світлових років від Сонця.

## Фізичні характеристики
Телескоп Гіппаркос зареєстрував фотометричну змінність  даної зорі з періодом    1,18 доби в межах від  Hmin= 8,24 до  Hmax= 8,16.

## Пекулярний хімічний склад
Зоряна атмосфера HD68074 має підвищений вміст 
Si
.